# 泽姆斯特
泽姆斯特（荷蘭語：Zemst，荷蘭語發音：[zɛmst]）是比利时弗拉芒大区弗拉芒布拉班特省哈勒-维尔福德区的一个市镇，北与安特衛普省接壤，通行荷蘭語，是弗拉芒社群的一部分，面积43.23平方千米，人口23,325人（2018年1月1日）。